# Kamienica Straszewskich w Krakowie
Kamienica Straszewskich – zabytkowa kamienica znajdująca się w Krakowie, w dzielnicy I Stare Miasto przy ulicy Brackiej 9, na rogu z ulicą Gołębią 2, na Starym Mieście.

## Historia
Kamienica została wzniesiona w XV wieku. W II połowie XVI wieku została przebudowana. W 1807 została zakupiona przez Floriana Straszewskiego, społecznika, jednego ze współtwórców Plant. Budynek znacznie ucierpiał podczas wielkiego pożaru Krakowa w 1850. Odbudowany został w obecnej formie. W 2018 kamienica przeszła gruntowny remont konserwatorski z wymianą stolarki drzwiowej i okiennej.
20 czerwca 1967 kamienica została wpisana do rejestru zabytków. Znajduje się także w gminnej ewidencji zabytków.

## Architektura
Kamienica ma cztery kondygnacje. Posiada dwie elewacje frontowe. Elewacja od strony ulicy Brackiej jest czteroosiowa. W trzeciej osi parteru znajduje się kamienny portal ze zdobieniami o motywach roślinnych. Partia parteru oddzielona jest od partii pięter szerokim gzymsem. Okna pierwszego piętra ozdobione są gzymsami nadokiennymi. Elewacja od strony ulicy Gołębiej jest trzynastoosiowa. Obie elewacje wsparte są nieotynkowanymi szkarpami z kamiennych bloków. Budynek wieńczy szeroki gzyms koronujący.